# Ochsenwerder
Ochsenwerder (en baix alemany Ossenwarder) és un barri al districte de Bergedorf a l'estat d'Hamburg a Alemanya. A la fi de 2009 tenia 2.292 habitants en una superfície de 14,1 km².

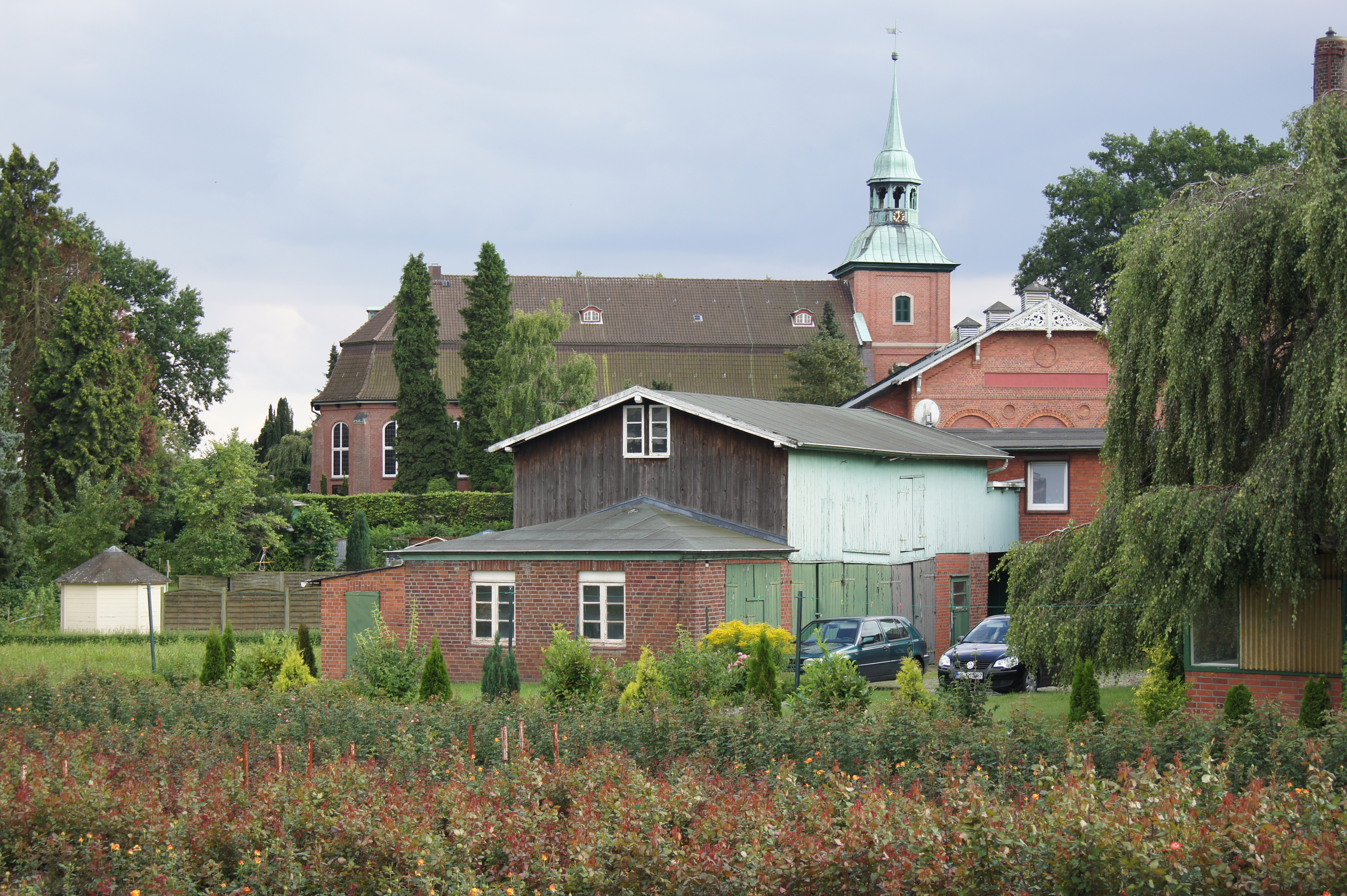
Panorama

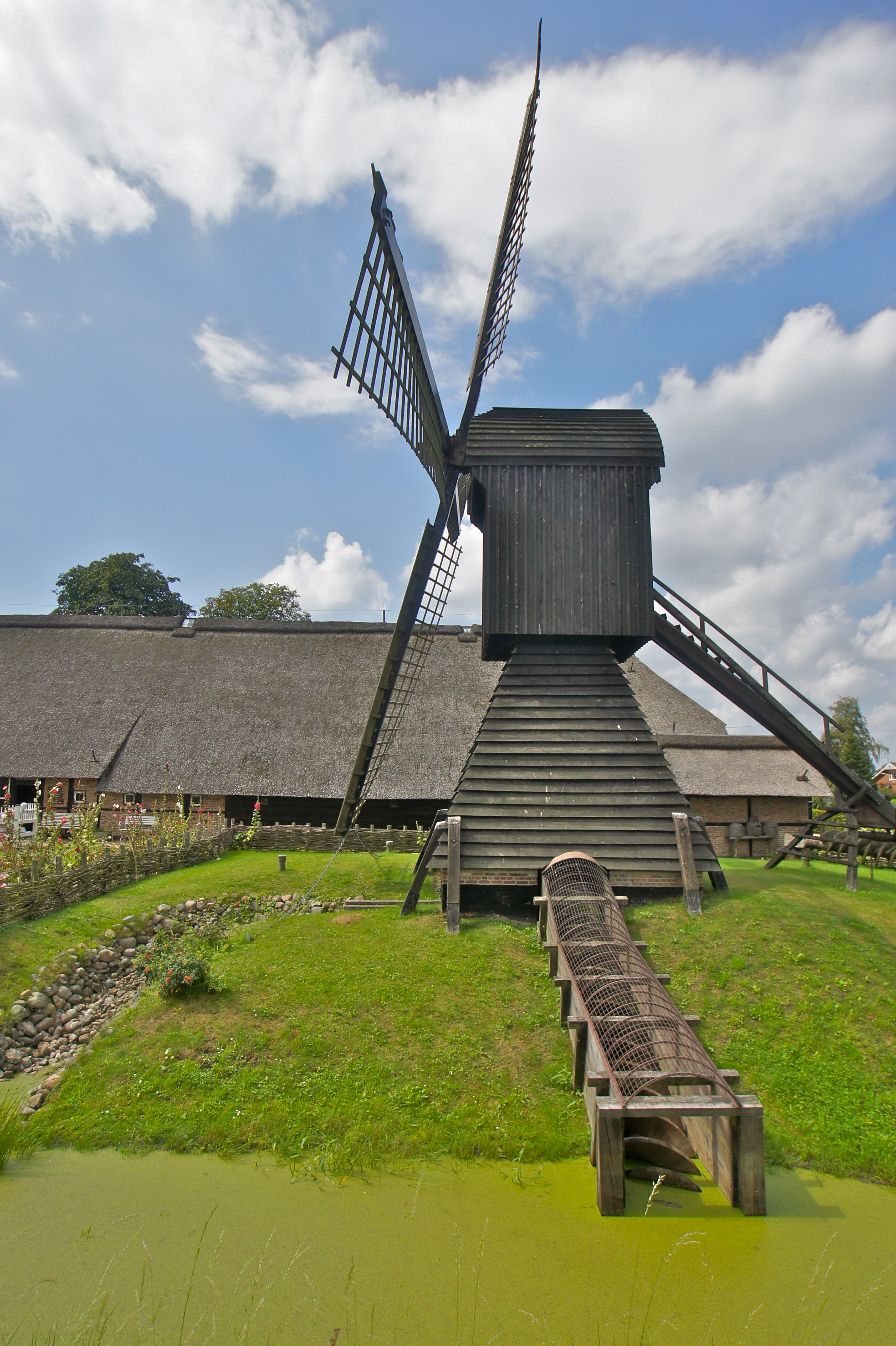
El darrer molí de desguàs d'Ochsenwerder al Museu Rieckhuus

És una antiga illa fluvial, formada per l'Elba i el Gose Elbe i un priel de l'Elba a l'oest de l'actual Durchdeich. El primer esment escrit, Avenberg, data del 1142; el baix alemany Ossenwerthere data del 1254. La ciutat hanseàtica va comprar l'illa el 1395 als comtes de Holstein per poder dominar el braç nord de l'Elba. La segona part del nom werder o warder és un mot baix alemany per a illa fluvial. La primera part Os (o alemany Ochs) podria significar 'bou', però l'etimologia queda incerta.
La lluita contra les marees va marcar la història del poble i diverses vegades va estar completament submergit. La construcció de dics i l'assecament dels pòlders va començar al segle xiii. Des del 1630, Ochsenwerder va tenir un dic comú amb Tatenberg. Fins a l'inici del segle xx, unes desenes de molins de desguàs pujaven l'aigua fora dels weterings damunt dels dics. La construcció d'estacions de bombatge accionats per motors de combustió i rescloses de desguàs modernes resistents a les marees excepcionals va fer-los obsolets. El darrer molí funcional d'Ochsenwerder va reconstruir-se al Museu Rieckhuus a Curslack.
Unes rescloses van protegir Gose Elbe el 1924 i el Dove Elbe el 1952 de la marea, cosa que va reduir considerablement el terra directament amenaçat per les aigües altes, tot i canviar considerablement el biòtop fluvial. Avui se cerquen mètodes per a tornar la marea almenys parcialment, sense augmentar els riscs. Finalment, després de la inundació del 1962, un dic principal més elevat va ser construït i alçat el 2000, perquè el canvi climàtic i l'apregonament de l'Elba augmenten l'altitud de la marea.
És un dels Marschlande sovint anomenats juntament amb els Vierlande veïns, territoris que Hamburg va adquirir a la fi de l'edat mitjana. L'activitat econòmica principal del nucli des de sempre ha estat l'agricultura.

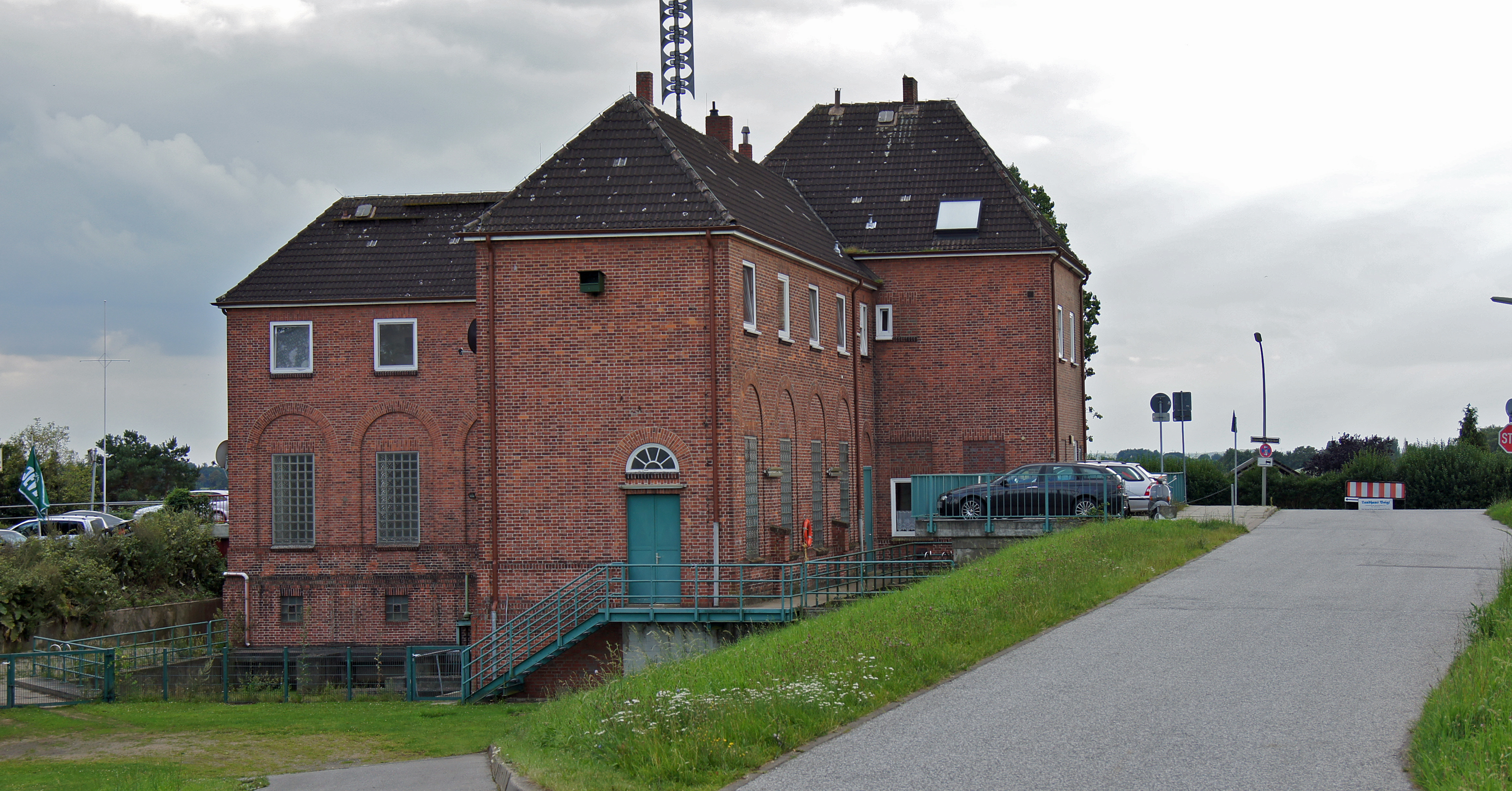
Estació de bombatge de l'Ochsenwerder Schöpfwerksgraben
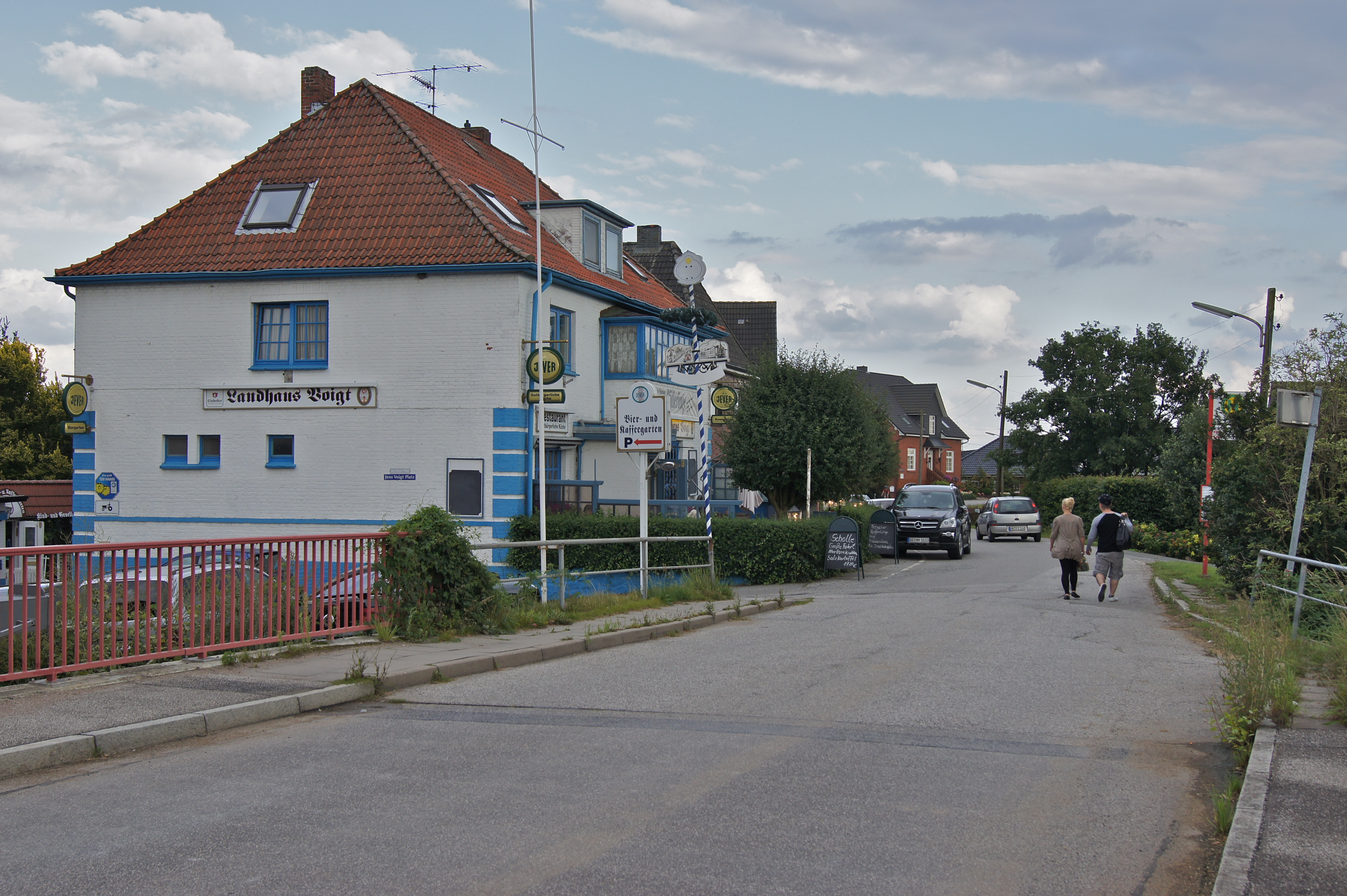
Cases al dic Ochsenwerder Norderdeich
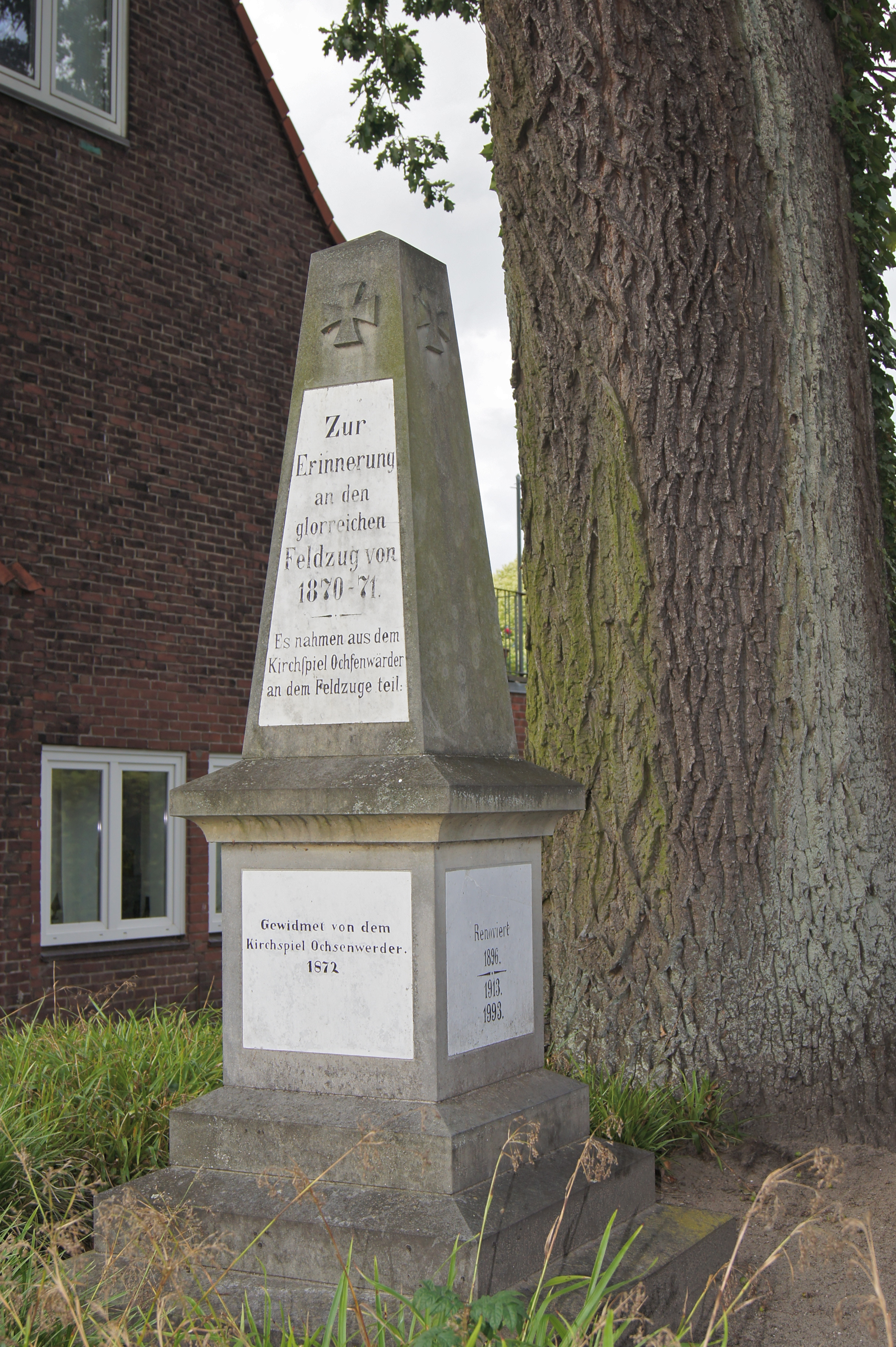
Monument a les víctimes de la Guerra francoprussiana
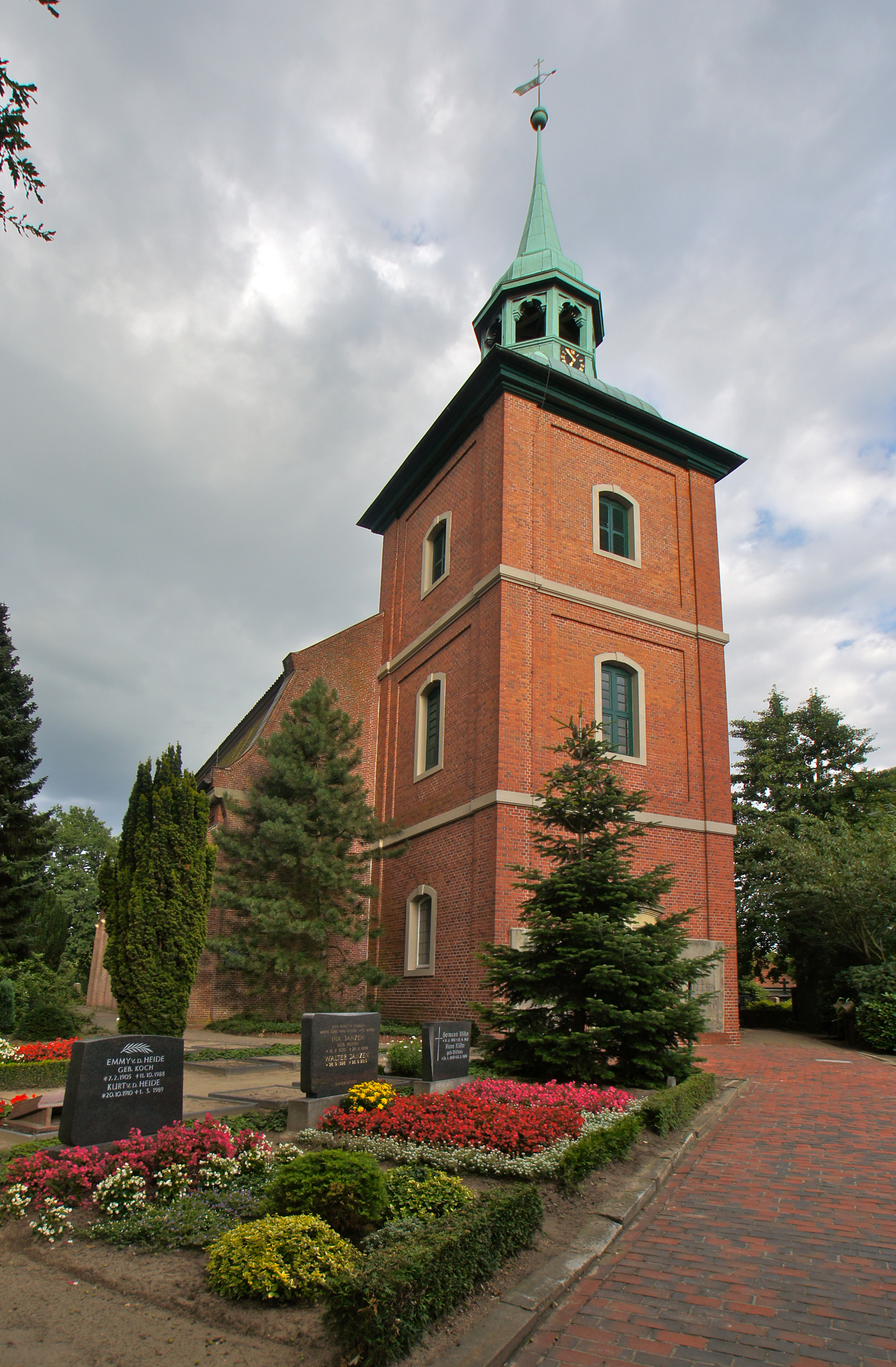
Església de Pancraç de Roma
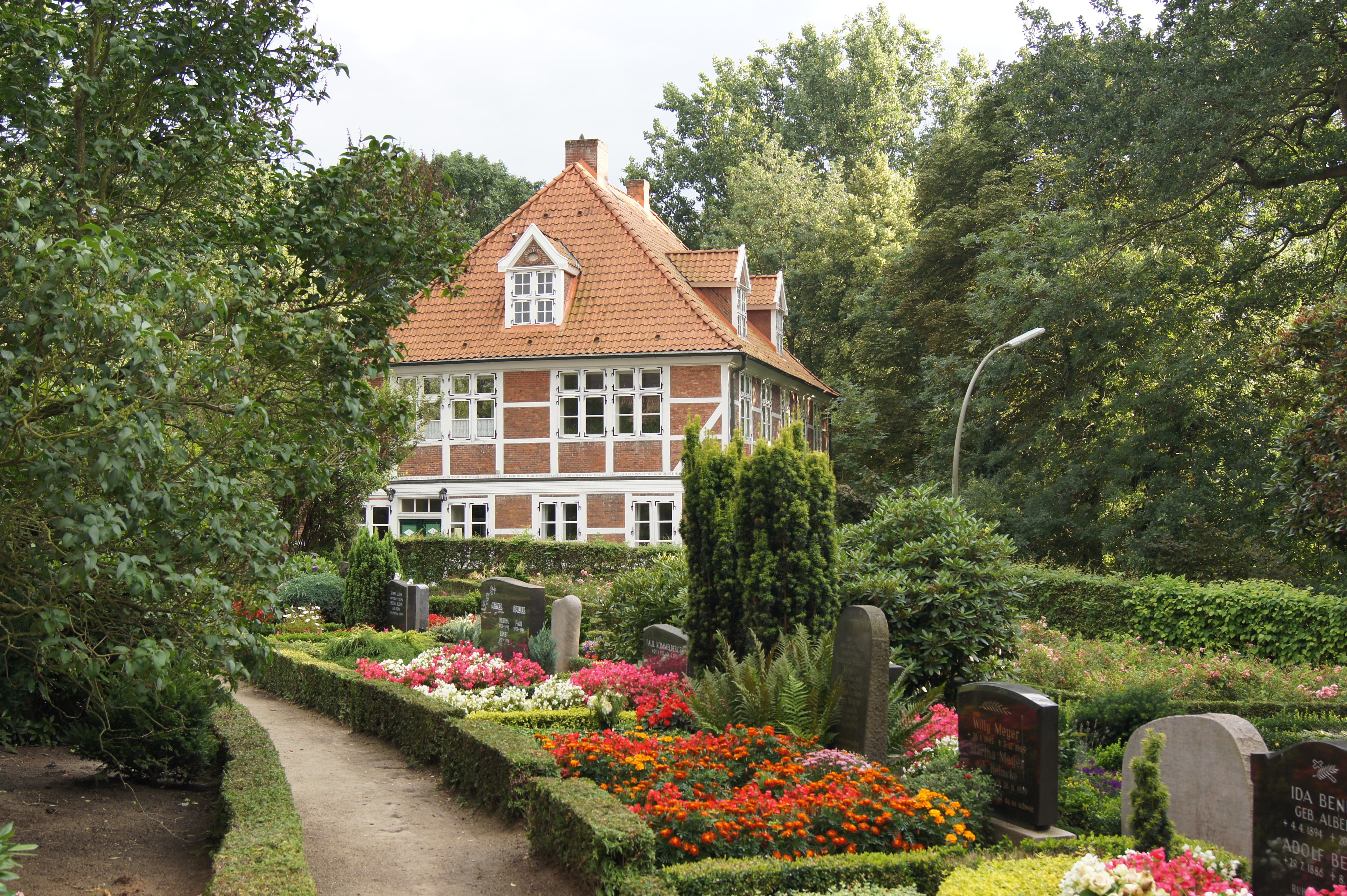
El cementiri i la rectoria, un bell exemple de construcció amb entramat de fusta

## Hidrografia
- Ochsenwerder Schöpfwerksgraben
- Nördlicher Ochsenwerder Sammelgraben[4]
- Südlicher Ochsenwerder Sammelgraben
- Elba
- Gose Elbe

## Llocs d'interès
- El llac del Hohendeicher See, també anomenat Oortkatensee: estimat pel surf, la natació i la pesca esportiva.
- L'església de Pancraç. El primer edifici data del segle xiii; l'edifici actual data del 1674 i el seu altar és de Baxmann i l'orgue, del segle xvii, de l'orguener Arp Schnitger.

## Enllaços i referències
1. ↑  «Statistisches Amt für Hamburg und Schleswig-Holstein». Arxivat de l'original el 2013-05-30. [Consulta: 24 agost 2011].
2. ↑  Ochsenwerder – Der dünn besiedelte Stadtteil liegt zwischen Norderelbe und Dove Elbe, Hamburg, Ajuntament d'Hamburg, (traducció: Ochsenwerder: el barri poc densament poblat entre l'Elba i la Dove Elbe)
3. ↑  Wissenswertes über Ochsenwerder Arxivat 2007-09-28 a Wayback Machine. amb mapa de l'illa d'Ochsenwerder al segle XV
4. ↑  Josef Nyáry, Die Ochsenwerder Sammelgräben, Hamburger Abendblatt, Hamburg, 4 de novembre de 2006, (traducció: El col·lector d'Ochsenwerder) (alemany)

- Hamburg von Altona bis Zollenspieker, Hamburg, Editorial Hoffmann und Campe, 1a edició 2002, ISBN 3-455-11333-8